# 酒造技能士
酒造技能士（しゅぞうぎのうし）とは、国家資格である技能検定制度の一種で、都道府県知事（問題作成等は中央職業能力開発協会、試験の実施等は都道府県職業能力開発協会）が実施する、酒造に関する学科及び実技試験に合格した者をいう。
なお職業能力開発促進法により、酒造技能士資格を持っていないものが酒造技能士と称することは禁じられている。1級合格者は職業訓練指導員 (発酵科)試験の実技試験と学科試験の関連学科が免除され、2級合格者は実技試験が免除される。

## 級別
1級、2級の別がある。

## 実技作業試験内容（清酒製造作業）
- 1級

1. 白米の精米歩合、欠点等の精米判定を行う。
2. はぜ落ちの度合等のこうじ判定を行う。
3. 与えられた酒母をみて今後とるべき処置等の判定を行う。
4. もろみ判定・酒類等の測定及び調合について行う。
5. ろ過機(ろ紙型カーボンフィルタ)の組立て及びろ過を行う。
6. 香味等のきき酒による判定を行う。

試験時間＝2時間20分
- 2級

1. 白米の精米歩合、欠点等の精米判定を行う。
2. はぜ落ちの度合等のこうじ判定を行う。
3. 与えられた酒母をみて今後とるべき処置等の判定を行う。
4. もろみの酸度、アミノ酸度の測定等を行う。
5. 仕込み容器の容量測定を行う。
6. ろ過機(ろ紙型カーボンフィルタ)の組立てを行う。
7. 香味等のきき酒による判定を行う。

試験時間＝2時間15分